# Campo sportivo di Faetano
Il campo sportivo di Faetano è uno stadio calcistico della Repubblica di San Marino situato a Faetano costruito nel 1974, ha una lunghezza di 92 metri per una larghezza di 46.